# International Institute of Welding
Das International Institute of Welding (IIW) ist ein internationaler technisch-wissenschaftlicher Verband für Schweißen, Löten und verwandte Technologien. Er setzt sich aus den nationalen Schweiß-Verbänden aus der ganzen Welt zusammen. Das Institut wurde 1948 von 13 nationalen Gesellschaften gegründet. Bis zum Jahr 2011 ist die Mitgliedschaft auf 53 nationale Schweißgesellschaften angewachsen. Dazu zählen in Deutschland: DVS – Deutscher Verband für Schweißen und verwandte Verfahren der Normenausschuss Schweißen und verwandte Verfahren und die Schweißtechnische Lehr- und Versuchsanstalt, das Institut de Soudure in Frankreich, das National Structural Integrity Research Center, Vereinigtes Königreich und The Welding Institute, England, oder die  Schweißtechnische Zentralanstalt, Österreich.
Die Generalversammlung der nationalen Gesellschaften definiert die Politik des IIWs und wählt seinen Präsidenten und einen Vorstand. Einer seiner ersten Präsidenten war Howard Biers  (1954–1957), Ein ständiges Sekretariat beschäftigt sich mit regelmäßigen tagtäglichen Aktivitäten und hält Kontakt zu anderen internationalen Organisationen.
Das IIW hat eine Reihe von Fachausschüssen, die jeweils ein relativ breites Thema aus dem Bereich Schweiß- und Fügetechnik wissenschaftlich und technologisch bearbeiten. Einige Fachausschüsse haben technische Subkommissionen, die sich jeweils mit einem spezifischen Aspekt befassen. Das IIW beteiligt sich in Zusammenarbeit mit der International Organization for Standardization (ISO) mit der Erstellung von Normen im Technical Committee TC44 (Schweißen und verwandte Prozesse). Insgesamt wurden bisher 21 ISO-Normen und Updates unter der direkten Verantwortung des IIW veröffentlicht.
Das IIW veröffentlicht die zweimonatlich erscheinende internationale technisch-wissenschaftliche Fachzeitschrift Welding in the World.